# Jim O'Brien (baloncestista de 1951)
James M. "Jim" O'Brien (Falls Church, Virginia, 7 de noviembre de 1951) es un exjugador de baloncesto estadounidense que disputó dos temporadas en la ABA y una más en la EBA. Con 2.01 metros de estatura, jugaba en la posición de alero.

## Trayectoria deportiva

### Universidad
Jugó durante tres temporadas con los Terrapins de la Universidad de Maryland, en las que promedió 14,9 puntos, 5,7 rebotes y 2,6 asistencias por partido. En 1971 fue incluido en el segundo mejor quinteto de la Atlantic Coast Conference.

### Profesional
Fue elegido en la trigésimo séptima posición del Draft de la NBA de 1973 por Cleveland Cavaliers, y también por los Indiana Pacers en la segunda ronda del draft de la ABA, pero acabó jugando en los Hamilton Pat Pavers de la EBA, hasta que en febrero de 1974 fichó por los New York Nets, con los que acabó la temporada como uno de los últimos hombres del banquillo, promediando 3,5 puntos y 1,5 rebotes por partido. A pesar de ello, logró el anillo de campeón tras derrotar en las finales a los Utah Stars.
Tras ser despedido por los Nets, al año siguiente firmó como agente libre por los Memphis Sounds, con los que jugó una temporada, en la que promedió 4,9 puntos y 2,6 rebotes por partido.

## Estadísticas de su carrera en la ABA

### Temporada regular
| Temporada | Edad | Equipo         | Liga | Pos. | P  | TIT | MIN  | TC  | TCA | %TC  | 3P  | 3PA | %3P  | 2P  | 2PA | %2P  | TL  | TLA | %TL  | R.OF. | R.DEF. | REB | ASIS | ROB | TAP | PER | FP  | PTS |
| 1973-74   | 22   | New York Nets  | ABA  | SF   | 11 |     | 4.9  | 1.4 | 3.4 | .405 | 0.0 | 0.4 | .000 | 1.4 | 3.0 | .455 | 0.8 | 1.4 | .600 | 1.2   | 0.4    | 1.5 | 0.5  | 0.3 | 0.3 | 0.7 | 0.5 | 3.5 |
| 1974-75   | 23   | Memphis Sounds | ABA  | SF   | 47 |     | 13.0 | 1.9 | 4.3 | .433 | 0.1 | 0.6 | .231 | 1.7 | 3.8 | .463 | 1.0 | 1.3 | .783 | 1.0   | 1.6    | 2.6 | 1.7  | 0.8 | 0.5 | 1.6 | 1.2 | 4.9 |
| Total     |      |                | ABA  |      | 58 |     | 11.5 | 1.8 | 4.1 | .429 | 0.1 | 0.5 | .200 | 1.7 | 3.6 | .462 | 1.0 | 1.3 | .747 | 1.0   | 1.4    | 2.4 | 1.5  | 0.7 | 0.4 | 1.4 | 1.1 | 4.6 |

### Playoffs
| Temporada | Edad | Equipo         | Liga | Pos. | P | TIT | MIN  | TC  | TCA | %TC  | 3P  | 3PA | %3P  | 2P  | 2PA | %2P  | TL  | TLA | %TL   | R.OF. | R.DEF. | REB | ASIS | ROB | TAP | PER | FP  | PTS |
| 1973-74 ❍ | 22   | New York Nets  | ABA  | SF   | 4 |     | 2.3  | 1.0 | 2.5 | .400 | 0.0 | 0.0 |      | 1.0 | 2.5 | .400 | 0.0 | 0.0 |       | 0.3   | 0.3    | 0.5 | 0.8  | 0.0 | 0.0 | 0.0 | 0.3 | 2.0 |
| 1974-75   | 23   | Memphis Sounds | ABA  | SF   | 3 |     | 11.0 | 0.7 | 3.0 | .222 | 0.0 | 0.3 | .000 | 0.7 | 2.7 | .250 | 0.7 | 0.7 | 1.000 | 0.3   | 1.7    | 2.0 | 1.7  | 1.0 | 0.0 | 0.3 | 0.7 | 2.0 |
| Total     |      |                | ABA  |      | 7 |     | 6.0  | 0.9 | 2.7 | .316 | 0.0 | 0.1 | .000 | 0.9 | 2.6 | .333 | 0.3 | 0.3 | 1.000 | 0.3   | 0.9    | 1.1 | 1.1  | 0.4 | 0.0 | 0.1 | 0.4 | 2.0 |